# Livistona
Genre
Synonymes
- Wissmannia Burret, 1943

Livistona est un genre de plantes de la famille des Arécacées.

## Description
Toutes les espèces du genre sauf une possèdent un stipe solitaire. Le stipe conserve chez certaines espèces les bases foliaires jusqu'à la houppe, pour d'autres jusqu'à la couronne. Celle-ci comprend un grand nombre de feuilles.
Les feuilles sont disposées en éventail. Elles sont palmées, nervurées, et les pétioles possèdent des épines sur leurs bords. Elles sont divisées jusqu'au milieu en segments individuels. Les feuilles sont bifides au sommet et ont souvent de fibres terminales.
Les fleurs sont en général hermaphrodites, mais parfois exclusivement mâles.

## Habitat et distribution
Les espèces poussent dans différentes zones climatiques. Certaines en zones humides, d'autres dans des zones marquées par des périodes de sécheresses. La majorité des espèces affectionnent le soleil et les sols humides. Certaines espèces sont rustiques, et tolèrent des températures négatives de l'ordre de −8 °C/−10 °C.
Elles sont originaires pour la plupart d'Australie, mais certaines espèces habitent dans l'Asie du Sud-Est et l'archipel malais.

## Classification
- Sous-famille des Coryphoideae
  - Tribu des Trachycarpeae
    - Sous-tribu des Livistoninae

Ce genre partage sa sous-tribu avec cinq autres genres : Licuala, Johannesteijsmannia, Pholidocarpus, Saribus, Lanonia .
Le nom du genre est en l'honneur de Patrick Murray, baron de Liviston, botaniste écossais dont la collection participa à la création du Jardin Botanique Royal d'Édimbourg. Le genre est parfois mentionné par approximation comme « Livistonia » ou comme « Livingstonia » (Liviston étant une forme archaïque de Livingston).
Livistona est très proche du genre Saribus, et durant une période les espèces de Saribus étaient incluses dans le genre Livistona. Des études récentes plaident néanmoins pour une séparation en deux groupes,.

## Espèces
Vingt-huit espèces reconnues sont répertoriées à ce jour.
- Livistona alfredii F.Muell. , Victorian Naturalist 9: 112 (1892).
- Livistona australis  (R.Br.) Mart. , Hist. Nat. Palm. 3: 242 (1838).
- Livistona benthamii F.M.Bailey, Queensl. Fl. 5: 1683 (1902).
- Livistona boninensis  (Becc.) Nakai		J. Jap. Bot. 11: 222 (1935)
- Livistona carinensis  (Chiov.) J.Dransf. & N.W.Uhl, Kew Bull. 38: 200 (1983).
- Livistona chinensis  (Jacq.) R.Br. ex Mart. , Hist. Nat. Palm. 3: 240 (1838).
- Livistona chocolatina Dowe, Palms (1999+) 48: 199 (2004).
- Livistona concinna Dowe & Barfod, Austrobaileya 6: 166 (2001).
- Livistona decora  (W.Bull) Dowe	, Austrobaileya 6: 979 (2004)
- Livistona drudei F.Muell. ex Drude, Bot. Jahrb. Syst. 16(39): 11 (1893).
- Livistona eastonii C.A.Gardner, For. Dept. Bull., W. Austral. 32: 36 (1923).
- Livistona endauensis J.Dransf. & K.M.Wong, Malayan Nat. J. 41: 121 (1987).
- Livistona exigua J.Dransf. , Kew Bull. 31: 760 (1977).
- Livistona fulva Rodd, Telopea 8: 103 (1998).
- Livistona halongensis T.H.Nguyen & Kiew, Gard. Bull. Singapore 52: 198 (2000).
- Livistona humilis R.Br. , Prodr.: 268 (1810).
- Livistona inermis R.Br. , Prodr.: 268 (1810).
- Livistona jenkinsiana Griff. , Calcutta J. Nat. Hist. 5: 334 (1845).
- Livistona lanuginosa Rodd, Telopea 8: 82 (1998).
- Livistona leichhardtii F.Muell. 	, Fragm. 8: 221 (1874)
- Livistona mariae F.Muell. , Fragm. 8: 283 (1874).
- Livistona muelleri F.M.Bailey, Queensl. Fl. 5: 1683 (1902).
- Livistona nasmophila Dowe & D.L.Jones , Austrobaileya 6: 980 (2004)
- Livistona nitida Rodd, Telopea 8: 96 (1998).
- Livistona rigida Becc.  , Webbia 5: 19 (1921)
- Livistona saribus  (Lour.) Merr. ex A.Chev. , Bull. Écon. Indochine, n.s., 21: 501 (1919).
- Livistona tahanensis Becc. , Webbia 5: 17 (1921).
- Livistona victoriae Rodd, Telopea 8: 123 (1998).

Livistona drudei est une espèce menacée selon la Liste rouge de l'UICN, classée en danger.
Livistona woodfordii est aussi une espèce menacée selon la Liste rouge de l'UICN, classées comme vulnérable.
Livistona alfredii, Livistona carinensis, Livistona endauensis, Livistona mariae et Livistona tahanensis sont des espèces menacées selon la Liste rouge de l'UICN,  mais classées comme présentant un faible risque de disparition.

### précédemment dans ce genre
- Livistona brevifolia  Dowe & Mogea, (2004).	=Saribus brevifolius   (Dowe & Mogea) Bacon & W.J.Baker  (2011)
- Livistona decipiens Becc. ex Chabaud., (1910)	= Livistona decora   (W.Bull) Dowe   (2004)
- Livistona kimberleyana Rodd,  (1998).		=Livistona leichhardtii   F.Muell.   (1874)
- Livistona lorophylla Becc., (1921).			=Livistona leichhardtii  F.Muell.    (1874)
- Livistona merrillii Becc., (1904).		    =Saribus merrillii   (Becc.) Bacon & W.J.Baker (2011)
- Livistona papuana Becc., (1877).			=Saribus papuanus   (Becc.) Kuntze     (1891)
- Livistona robinsoniana Becc.,  (1911).		=Saribus rotundifolius   (Lam.) Blume        (2011)
- Livistona rotundifolia (Lam.) Mart., (1838).	=Saribus rotundifolius   (Lam.) Blume    (2011)
- Livistona surru Dowe & Barfod, (2001).	=Saribus surru   (Dowe & Barfod) Bacon & W.J.Baker  (2011)
- Livistona tothur Dowe & Barfod, (2001).	=Saribus tothur  (Dowe & Barfod) Bacon & W.J.Baker  (2011)
- Livistona woodfordii Ridl.,  (1898).		=Saribus woodfordii   (Ridl.) Bacon & W.J.Baker (2011)[4]